# テトラエチル鉛
テトラエチル鉛（テトラエチルなまり、英: tetraethyllead、略称:TEL）は、化学式が Pb(CH3CH2)4 で表される有機鉛化合物である。四エチル鉛。
エンジンのノッキングを防ぐアンチノック剤として用いられ、類縁体のエチルトリメチル鉛、ジエチルジメチル鉛、テトラメチル鉛と合わせて四アルキル鉛、アルキル鉛とも呼ばれている。 また、日本においては毒物及び劇物取締法第二条によって指定されている毒物の一種である。

## 性質
特異臭を有する無色の液体で、揮発しやすい。日光に対して不安定で、徐々に分解・白濁する。引火性があり、金属に対しても腐食性を持つ。蒸気として、そして皮膚から吸収され易く、強い神経毒性を有する。

## 合成
クロロエタンと鉛-ナトリウム合金との反応によって合成される。
{\displaystyle {\ce {4NaPb\ + 4CH3CH2Cl -> (CH3CH2)4Pb\ + 4NaCl\ + 3Pb}}}
そのほか、グリニャール試薬を経由する合成、電解法による合成などが知られている。

## 用途
1921年にアメリカ・GM社のチャールズ・ケタリングの元で働いていたトーマス・ミジリーにより、エンジンのノッキングを防ぐアンチノック剤として開発された。

### 原理
テトラエチル鉛の鉛原子と炭素原子との結合は弱く、内燃機関の温度で鉛とエチルラジカルに分解する。エチルラジカルはすぐに燃焼し、鉛は酸化鉛(II)となる。鉛や酸化鉛は燃焼で生じるラジカル中間体を除去するため、未燃焼混合気の着火が起こりにくくなる。つまり、アンチノック剤として働くのは鉛そのものであり、テトラエチル鉛は鉛をガソリンに可溶にしているに過ぎない。
燃焼反応は次の通り。
{\displaystyle {\ce {(CH3CH2)4Pb\ + 13O2 -> 8CO2\ + 10H2O\ + Pb}}}
生じた鉛や酸化鉛がエンジン内に蓄積すればエンジンが破壊されるため、鉛除去剤として1,2-ジブロモエタンと1,2-ジクロロエタンを併用する。これによって臭化鉛(II)や塩化鉛(II)（いずれも1000°C弱で気化）となって排気中へ排出される。

### ガソリン無鉛化
日本では、1970年に排気ガス中の鉛により中毒が引き起こされる懸念が強く意識されたことから、世界に先駆けて自動車用ガソリンの無鉛化が進められ、1986年に世界で初めて自動車用ガソリンの完全無鉛化が達成された。1970年頃から普及し始めた触媒式排ガス浄化装置の性能低下を招くこと、アルキル鉛に代わるアンチノック剤が開発されたことなどから、世界的にも徐々に使用量は減っていき、2000年までに多くの国で自動車用ガソリンへの添加が禁止されている。2017年現在で自動車用ガソリンへの添加が許されているのは、アルジェリア、イエメン、イラクの3か国のみである。
一方、レシプロエンジンを搭載した航空機用のガソリン（Avgas）はテトラエチル鉛を含んだ有鉛ガソリンでありいまだ使用されている。

## 法規制
毒物及び劇物取締法で規定される特定毒物であり、製造・輸入・取り扱いに都道府県知事の許可が必要。テトラエチル鉛を含有する製剤（1,2-ジブロモエタンなどとの混合液を想定）の譲渡にあたっては赤・青・黄・緑のいずれかに着色しなければならず、またその用途は石油精製業者が有鉛ガソリンを製造することに限られている。
労働安全衛生法に規定される四アルキル鉛を取り扱う事業者の義務として、作業主任者の選任、四アルキル鉛取扱いの業務に従事する労働者に対して、雇い入れ・配置換えの際及びその後3か月以内ごとに1回の特殊健康診断の実施、業務に就かせる際の安全又は衛生のための特別の教育を行なわなければならない。

## 主な出来事
- 1957年 - 福岡県福岡市南部の地下水がテトラエチル鉛で汚染されていることが判明。原因は、付近の防空壕に貯蔵、放置されていたテトラエチル鉛とガソリンの混合物が漏出したことによるもの[2]。
- 1970年 - イギリスの貨物船が日本近海でドラム缶入りのテトラエチル鉛を海洋投棄した。貨物船は、アメリカから横浜港経由で四日市港を目指していたが、時化にあいドラム缶が破損。横浜港到着後、横浜海上保安部は検査の上、破損した20本を沿岸に影響のない太平洋上で投棄するよう指示したが、貨物船は四日市港へ向けてほぼ最短距離を取りながらドラム缶を投棄した。投棄場所は不明[3]。